# The Cat Walk
The Cat Walk – album studyjny amerykańskiego trębacza jazzowego Donalda Byrda, wydany z numerami katalogowymi BLP 4075 i BST 84075 w 1962 roku przez Blue Note Records.

## Powstanie
Materiał na płytę został zarejestrowany 2 maja 1961 roku przez Rudy’ego Van Geldera w należącym do niego studiu (Van Gelder Studio) w Englewood Cliffs w stanie New Jersey. Produkcją albumu zajął się Alfred Lion.

## Lista utworów
Opracowano na podstawie materiału źródłowego:
Wydanie LP
Strona A
| Nr | Tytuł utworu               | Muzyka       | Długość |
| -- | -------------------------- | ------------ | ------- |
| 1. | „Say You’re Mine”          | Duke Pearson | 7:19    |
| 2. | „Duke’s Mixture”           | Duke Pearson | 7:01    |
| 3. | „Each Time I Think of You” | Donald Byrd  | 5:34    |
|    |                            |              | 19:54   |

Strona B
| Nr | Tytuł utworu             | Muzyka       | Długość |
| -- | ------------------------ | ------------ | ------- |
| 1. | „The Cat Walk”           | Donald Byrd  | 6:40    |
| 2. | „Low Life”               | Neal Hefti   | 6:17    |
| 3. | „Hello Bright Sunflower” | Duke Pearson | 4:46    |
|    |                          |              | 17:43   |

## Twórcy
Opracowano na podstawie materiału źródłowego.
Muzycy:
- Donald Byrd – trąbka
- Pepper Adams – saksofon barytonowy
- Duke Pearson – fortepian
- Laymon Jackson – kontrabas
- Philly Joe Jones – perkusja

Produkcja:
- Alfred Lion – produkcja muzyczna
- Rudy Van Gelder – inżynieria dźwięku
- Reid Miles – projekt okładki
- Francis Wolff – fotografia na okładce
- Nat Hentoff – liner notes
- Michael Cuscuna – produkcja muzyczna (reedycja z 2006)
- Bob Blumenthal – liner notes (reedycja z 2006)